# Colonia Ofir
Colonia Ofir (en ruso: Колония-Офир) es una localidad uruguaya ubicada en el departamento de Río Negro.
Queda cerca de la localidad de San Javier. Fundada en 1966, es característica la presencia de inmigrantes rusos, que han permanecido prácticamente aislados con su cultura y religión. Se trata de starovyery o viejos creyentes, muy celosos de sus tradiciones y no permiten los aparatos fotográficos ni de filmación.